# Lohenické jezero
Lohenické jezero je název pro mrtvé rameno Labe nalézající se u obce Lohenice asi 2 km východně od centra města Přelouč v okrese Pardubice. Jezero je využíváno jako rybářský revír Místní organizací Přelouč Českého rybářského svazu.

## Galerie

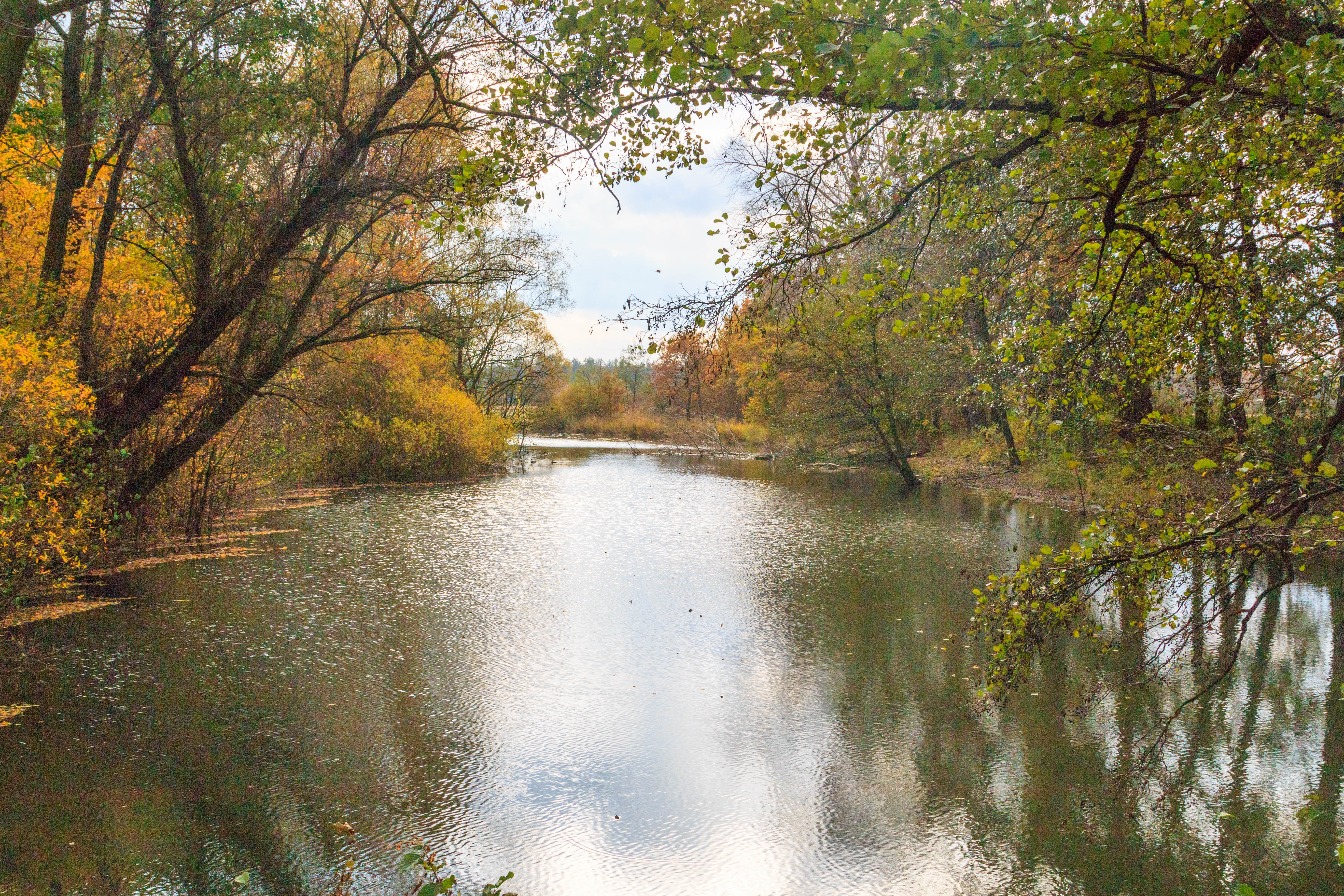
Lohenické jezero
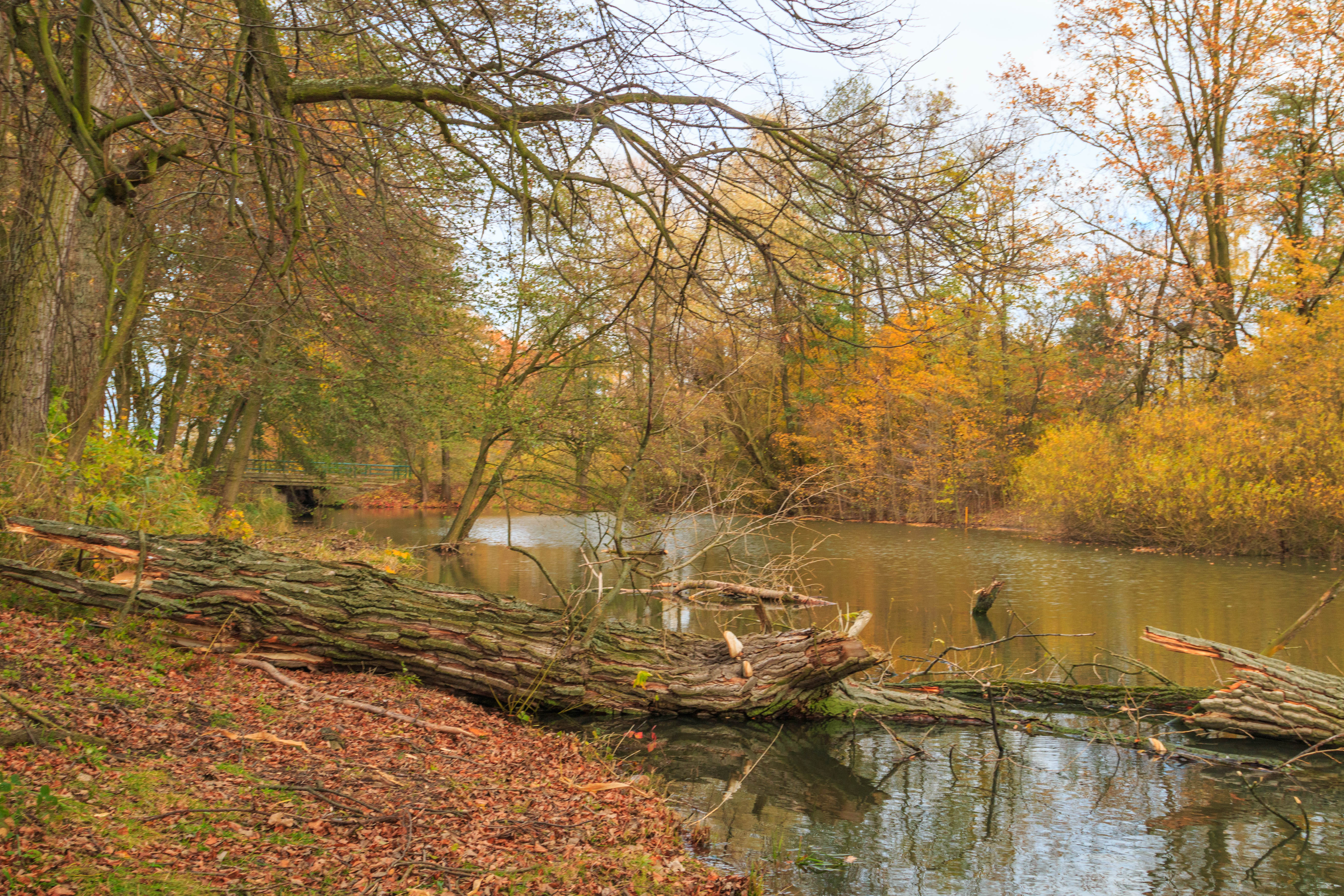
Lohenické jezero
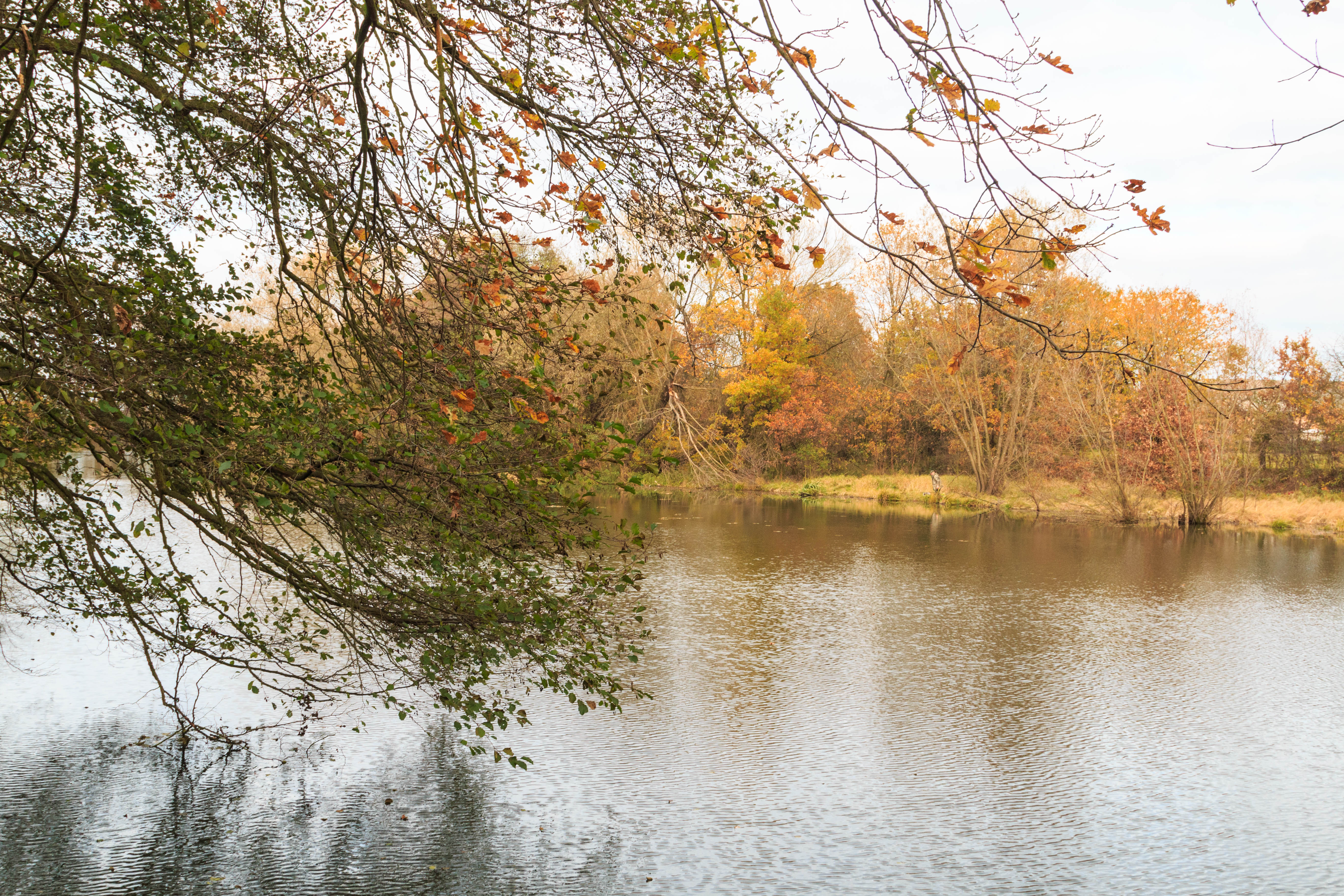
Lohenické jezero
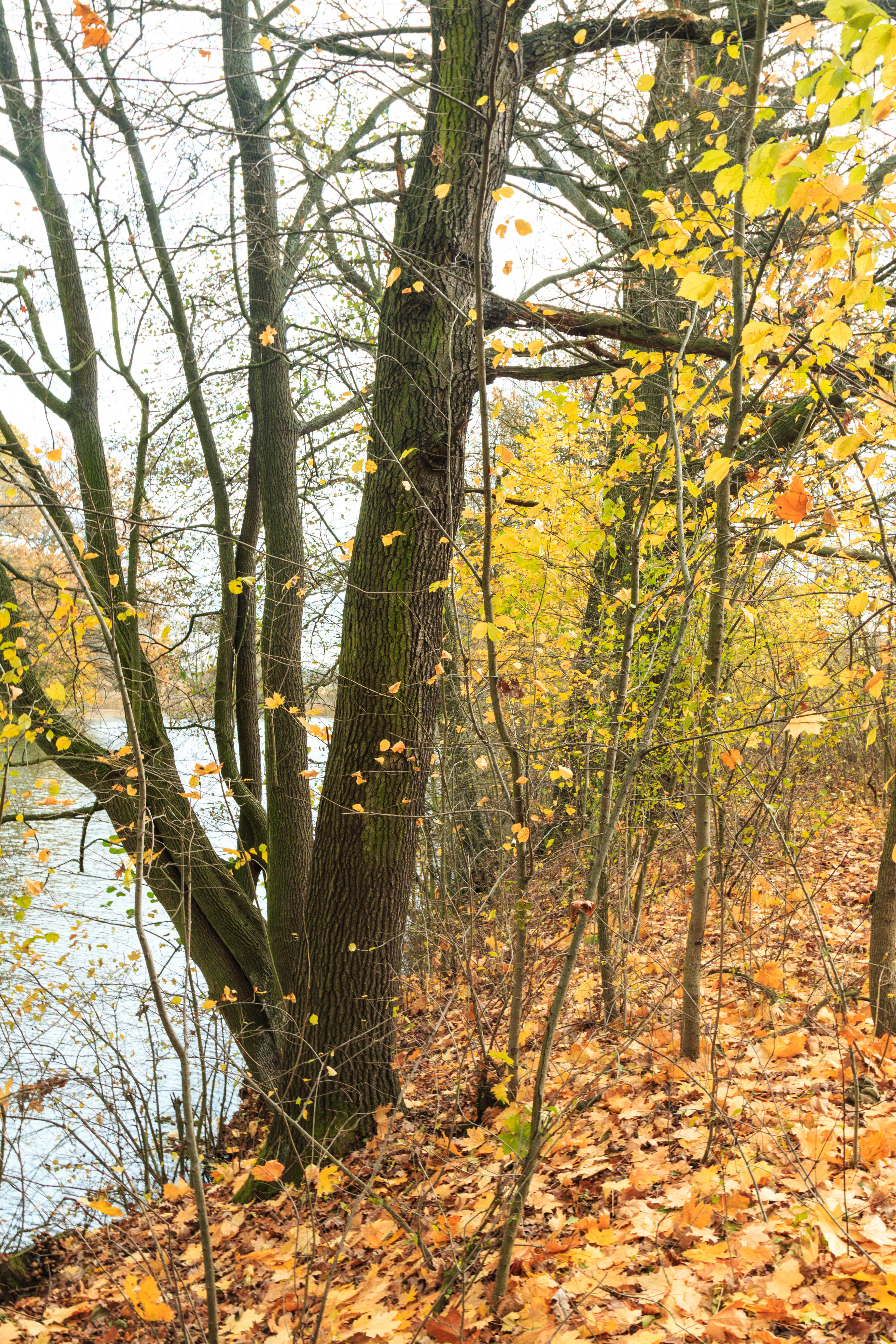
Lohenické jezero